# Denis Segrestin
 (avril 2021).
Si vous disposez d'ouvrages ou d'articles de référence ou si vous connaissez des sites web de qualité traitant du thème abordé ici, merci de compléter l'article en donnant les références utiles à sa vérifiabilité et en les liant à la section « Notes et références ».
Denis Segrestin est un sociologue français. 

## Biographie

### Jeunesse et études
Après avoir décroché une bourse Zellidja au lycée, il obtient une licence de sociologie, puis un DES de sociologie. Il est ensuite diplômé de l'Institut d'études politiques de Paris en section politique et sociale avant de poursuivre en doctorat. Il obtient le titre de docteur en droit en 1974, délivré conjointement par la FNSP et l'université Paris X Nanterre. Il devient docteur d'État en Lettres et Sciences humaines en 1988 en soutenant sa thèse de doctorat d’État à l'IEP. 

### Parcours professionnel
Il est professeur émérite des universités à l'Institut d'études politiques de Paris et docteur honoris causa de l'université de Liège. Il est responsable du programme doctoral du Centre de Sociologie des organisations, et membre de plusieurs comités scientifiques. Ses recherches les plus connues portent sur la société et les entreprises. Il est notamment connu pour ses travaux sur le syndicalisme, la sociologie de l'entreprise, la gouvernance des entreprises, les chantiers du management, la rationalisation de l'activité économique, les entreprises en réseau, la responsabilité sociale des entreprises… Il a également enseigné la sociologie des organisations à L'université Grenoble II Pierre Mendès-France, UFR Développement, Gestion économique et sociétés.

## Publications
- 1985 : Le phénomène corporatiste. Essai sur l'avenir des systèmes professionnels fermés en France, Fayard. 
  - compte rendu par Catherine Paradeise. Revue française de sociologie, 1987, vol. 28, no 2, pp. 362-367www.persee.fr
- 1992 : Sociologie de l'entreprise, Armand Colin.
  - compte rendu par Michel Callon. Revue française de sociologie, 1993, vol. 34, no 4, pp. 676-679 www.persee.fr
- 2004 : Les chantiers du manager, Colin.
- 2016 : Gwenaële Rot, Denis Segrestin. Cinquante ans de sociologie des organisations, éditions Eska https://hal.archives-ouvertes.fr/hal-01521658/